# Орпелюв-Нумеркі
Орпелюв-Нумеркі (пол. Orpelów-Numerki) — село в Польщі, у гміні Добронь Паб'яницького повіту Лодзинського воєводства.
У 1975-1998 роках село належало до Серадзького воєводства.